# Карамзинка (Ульяновская область)
Карамзи́нка — село в Майнском районе Ульяновской области. Входит в Гимовское сельское поселение. Родина историка — Николая Карамзина.

## География
Село расположено на берегу одноимённой реки (в старину рч. Каменка). Ближайшие населённые пункты: село Крюковка — 2 км, Елшанка — 6 км, Бычковка — 7 км. Расстояние до районного центра, посёлка городского типа Майна — 27 км, расстояние до областного центра Ульяновск — 38 км.

## История

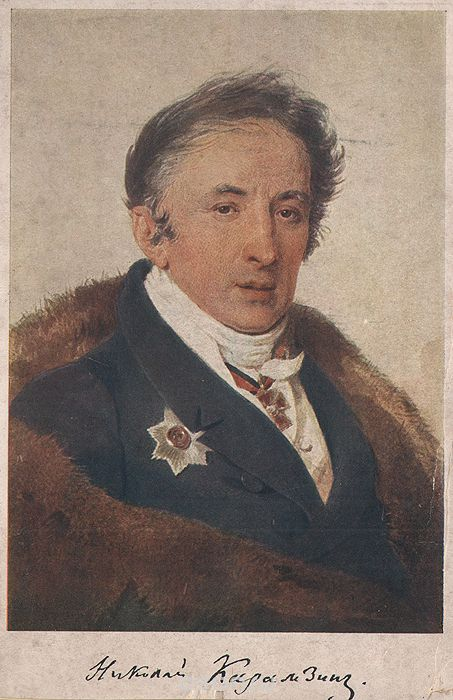
Николай Михайлович Карамзин

Село Карамзи́нка было основано в 1704 году прадедом Николая Карамзина — Петром Васильевичем, который был первым владельцем «старого поместья», затем перешедшее к его сыну Егору Петровичу (ум. в 1763), был женат на Екатерине Петровне Аксаковой. Его сын — Михаил Егорович (1724—1783), был женат на Екатерине Петровне Пазухиной (рожд. в с. Засарье, 1730—1769), у которых родились: Екатерина (замужем за Сергеем Александровичем Кушниковым, их сын С. С. Кушников) и Василий, а 1(12) декабря 1766 года в селе Знаменское (Карамзино) Симбирской провинции Казанской губернии родился историограф и писатель Николай Карамзин. Через пять дней на зимнего Николу в местной Знаменской церкви, которая и дала название сельцу, малыша крестили. Крёстным отцом стал Александр Кудрявцев — владелец соседнего села — Верхней Елшанки. В 1768 году у Карамзиных родился ещё один сын — Фёдор, но после родов матушка Екатерина Петровна умерла. Отец вторично женится на Евдокии Гавриловне Дмитриевой, тётка будущего баснописца и государственного деятеля Ивана Ивановича Дмитриева. В браке у них родились: сын Александр и дочь Марфенька. Но в 1774 году Евдокия Гавриловна умерла.
В 1780 году «село Карамзинки, при речке Космынке, помещиковых крестьян», вошло в состав Сенгилеевского уезда Симбирского наместничества. С 1796 года — в Симбирской губернии.
В конце 1783 года скончался отец писателя Михаил Егорович, это стало причиной выхода Николая Карамзина в отставку и приезд в родные края. После его смерти «недвижимого имущества остались»: Симбирского наместничества Сенгилеевской округи сёла Знаменское и Ясашная Ташла, Уфимского наместничества Бугурусланской округи село Преображенское Михайловка тож (ныне Михайловка) и деревня Ключёвка; от второй жены село Богородское-Дмитриево (Богоявленское) Сызранской округи Симбирского наместничества.
Село Знаменское поделили между старшими братьями на три части.
24 апреля 1827 года, после смерти Василия Карамзина, деревня Карамзинка по завещанию перешла к его воспитаннице — Ольге Васильевне Рамзиной (Ниротморцевой). В 1878 году имение унаследовал её сын Ниротморцевой — Юрий Евгеньевич, который продал деревню бывшей жене Аничковой (1157 десятин).
После смерти Василия Карамзина, началась тяжба дележа села между младшим братом Александром, и дочерью Василия Ольгой Васильевной Рамзиной (Ниротморцевой), которая привела к размежеванию села на две части — на сельцо Карамзинка и деревню Александровка.
В 1851 году сельцо Карамзинка и деревня Александровка (Карамзинка) вошли в состав Симбирского уезда.
На 1859 год сельцо Карамзинка и деревня Александровка (Карамзинка), по правую сторону почтового тракта из г. Симбирска в г. Саратов, во 2-м стане Симбирского уезда.
На 1900 год прихожане деревни и сельца ходили в приход церквей: Александровки (Карамзино) ходили в Казанскую церковь села Елшанка; в Рождественскую церковь села Крюковка — сельца Карамзино;
В 1903 году была построена новая деревянная церковь во имя Знамения Господня. 12.10.1914—1937 гг. в ней служил священник Силецкий Виталий Семенович. В 1995 году остатки этой церкви были перенесены в Засвияжский район г. Ульяновска, где из них был построен Храм в честь Благовещения Пресвятой Богородицы.
В 1913 году в деревне Александровка (Карамзинка) 27 двора и 178 жителя, а в селе Карамзинка — 66 дворов и 407 жителя, есть церковь и школа.
В 1918 году был создан Карамзинский с/с.
В 1924 году село Большая Карамзинка и д. Малая Карамзинка (Александровка-Карамзинка) в Карамзинском с/с Майнской волости Ульяновского уезда Ульяновской губернии.
В 1928—1930 годах село и деревня входили в Поповский район Ульяновского округа Средневолжской области, с 1929 г. — Средневолжского края. В 1930 году село вошло в состав Майнского района. В состав Карамзинского с/с входило: село Карамзинка, пос. Калинский и деревня Малая Карамзинка.
В 1930 году был создан колхоз им. Молотова, с 1960 г. — отделение откормсовхоза им. Гимова.
В 1930 году село вошло в состав Майнского района. В состав Карамзинского с/с входило: село Карамзинка, пос. Калинский и деревня Малая Карамзинка.
Помещение начальной школы в дальнейшем было разобрано и перевезено в Майну.
В конце 1950-х гг. село Карамзинка и деревня Малая Карамзинка были объединены в одно село.
В 2005 году село вошло в состав Гимовского сельского поселения.
В настоящее время в с. Карамзинка проживают только дачники.

## Население
| 2010 |
| ---- |
| 2    |

- В 1780 году в селе Крамзинки жило 104 ревизских душ[5].

- В 1859 году в сельце Карамзинка в 33 дворах жило: 124 муж. и 153 жен.; в д. Александровка (Карамзинка) в 20 дворах жило: 75 муж. и 102 жен.[10];
- На 1900 год в с-це Александровке (Карамзине, при рч. Каменке; н. р.) в 39 дворах жило: 79 м и 100 ж.; в сельце Карамзине (при рч. Каменке; н. р.) в 56 дворах жило: 211 м и 222 ж.[12];
- В 1913 году в деревне Александровка (Карамзинка) 27 двора и 178 жителя; в селе Карамзинка — 66 дворов и 407 жителя.[18]
- В 1928 г. в Карамзинке насчитывалось 105 дворов с населением 463 человека[22].
- На 1930 г. в селениях жило: с. Карамзинка 120 дворов — 542 чел., пос. Калинский — 33 двора — 150 чел., деревня Малая Карамзинка — 44 двора — 264 чел.[20]

## Известные уроженцы
- Родина историка — Николая Карамзина и его брата Василия Михайловича Карамзина.

## Достопримечательности
- Захоронения с надгробием, начало XIX — середина XIX вв.[24]
- Склеп, 1820 г.[24]
- На месте, где стояла церковь, установлен Памятный крест — его поставил протоиерей Алексий Скала[25].

## Факты
- На могиле отца Ольга Васильевна поставила четырёхгранный гранитный памятник. На трёх гранях были высечены слова эпитафии. Первая центральная грань сообщала: «В ужасный для меня день 24 апреля 1827 года в 2 часа по полунощи пресеклась драгоценнейшая жизнь мудраго старца Василия Михайловича Карамзина». Вторая грань содержала обращения к внукам: «Дети! Здесь покоится священный прах благодетеля нашего, придите поклониться ему с благоговением и пролить слёзы горести». На третьей грани: «Отцу и другу благодетелю, Ангелу покровителю своему посвящает сей памятник его Ольга, желая, чтобы и её бренные останки были сокрыты под сим же камнем». Через четыре года скончалась сама Ольга Васильевна, и уже муж её Дмитрий Михайлович Ниротморцев заказал эпитафию на четвёртую грань памятника: «Дети! здесь покоится безценный прах достойнейшей матери вашей, единственнаго и несравненно милаго сердцу моему друга Ольги Васильевны Ниротморцевой, драгоценнейшая жизнь для нас ея пресеклась на 32 году, по полунощи в 8 часов 40 минут 20 ноября 1831 года»[26].
- История с завещанием села получила своё неожиданное продолжение. Сводный брат Карамзиных Александр Михайлович опротестовал завещание, доказывая, что родовое имение не может быть передано чужеродным. Имение вновь меняет хозяина. Рассмотрением тяжбы занимается Сенат. И лишь после смерти Ольги Васильевны её муж, как опекун малолетних детей, подал прошение в Госсовет о пересмотре дела в их пользу, которое было удовлетворено.
- В 1903 году председатель Симбирской губернской учёной архивной комиссии В. Н. Поливанов посетил Карамзинку, описал село и свидетельства жизни Карамзиных, памятник на могиле Василия Михайловича. Верхнюю часть этой четырёхгранной колонны украшала мраморная статуэтка «около 18 вершков длины, изображающая женскую фигуру в римской тоге, облокотившуюся на урну».
- В 1995 году было принято решение о перевозке в Ульяновск остатков храма из села Карамзинка (Знаменское), а затем, в нарушение последней воли Василия Михайловича, и его останки были перезахоронены[23]. В конце 1990-х гг. захоронения с надгробьем В. М. Карамзина и его дочери О. В. Ниротморцевой были перенесены и перезахоронены на территории кладбища бывшего Симбирского Покровского мужского монастыря (ныне  Покровский некрополь, сквер И. Н. Ульянова)[22].
- В 1995—1997 годах на основании сруба деревянной Знаменской церкви из села Карамзинка Майнского района, построенной в 1903 году и к 1990-м заброшенной, был перенесён и воздвигнут на улице Шолмова, 18, в Ульяновске. Храм, первоначально одноглавый, при переносе был расширен боковыми прирубами, получил пятиглавое завершение и новую шатровую колокольню[21].
- 25 июля 2003 года здесь побывала Великая княгиня дома Романовых — Мария Владимировна Романова, когда следовала на прославление чудотворца Серафима Саровского в Дивеево.
- В 2016 году, в год 250-летия со дня рождения историографа, на месте родового поместья Н. М. Карамзина был установлен Памятный знак, в виде камня с табличкой[22][27].
- 9 ноября 2018 года в рамках проекта «Симбирское-Ульяновское литературное кольцо» установлен символический знак — «верстовой столб»[22].
- На флаге Гимовского сельского поселения изображён родовой герб Карамзиных.

## Галерея

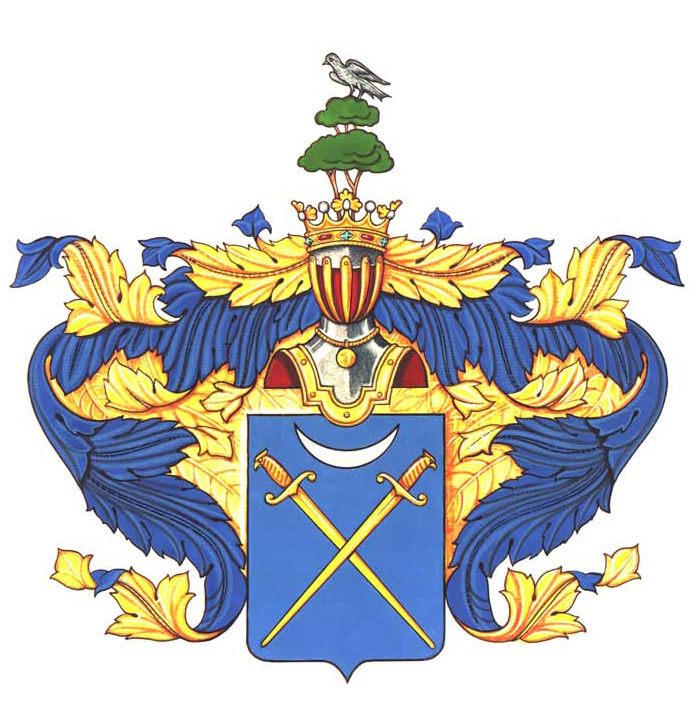
Родовой герб Карамзиных.
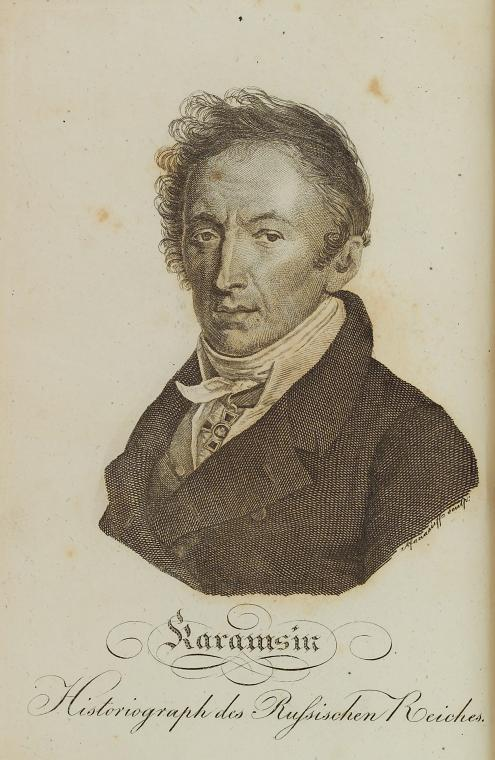
Н. М. Карамзин.
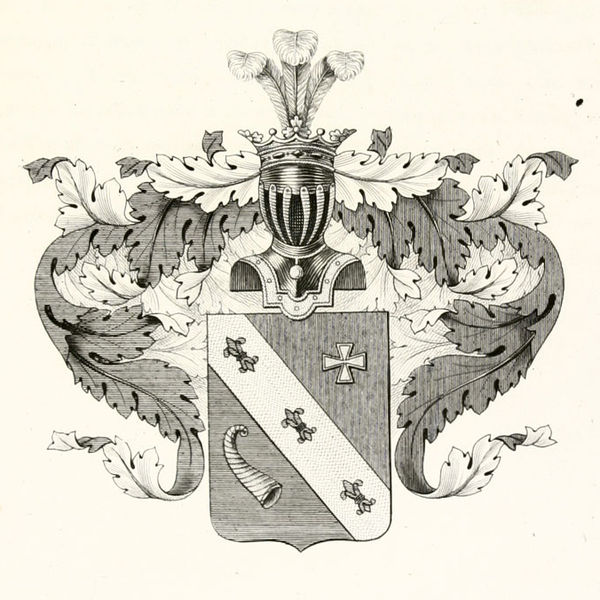
Родовой герб Ниротморцевых.
Памятник на могиле Карамзина В. М. и его дочери Ольги. (Верхнюю часть этой четырёхгранной колонны украшала мраморная статуэтка, утрачена).